# Osteroda
Osteroda ist ein Ortsteil der amtsfreien Stadt Herzberg (Elster) im Landkreis Elbe-Elster in Brandenburg. Der Ort befindet sich sechs Kilometer südöstlich der Stadt an der Landesstraße 69. Etwa einen Kilometer südwestlich des Dorfes befindet sich der zu Osteroda gehörende Gemeindeteil Redlin.

## Geschichte

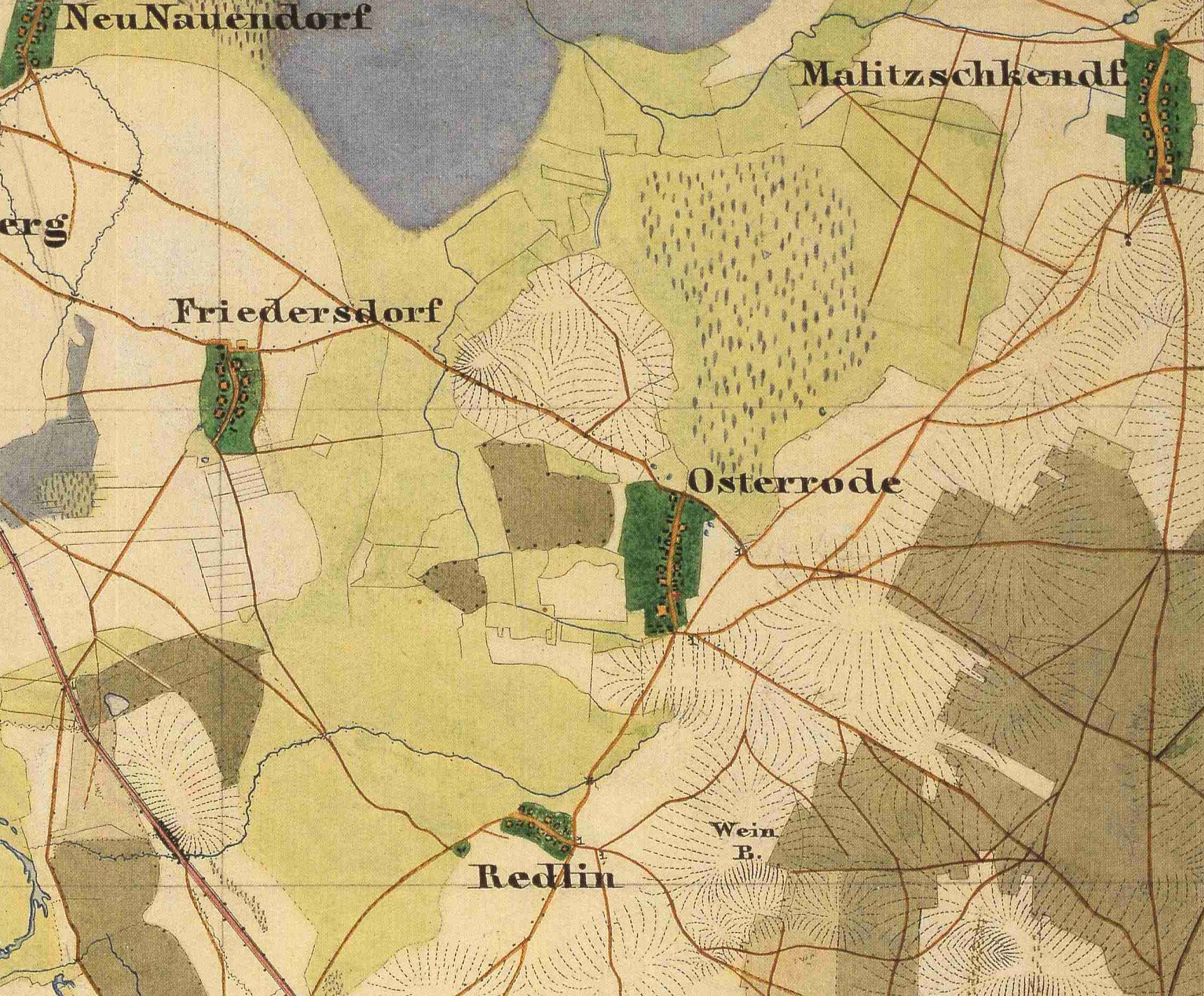
Osteroda auf einem Urmesstischblatt von 1847

Eine erste urkundliche Erwähnung fand das Angerdorf Osteroda im Jahre 1380. Um 1465 zählte das zum Amt Schlieben gehörende Dorf zehn ansässige Bauern, welche insgesamt sechzehn Erbhufen bewirtschafteten. Des Weiteren werden ein Vorwerk mit fünf Hufen und eine Schäferei mit dreihundert Schafen aufgeführt. Im Jahre 1587 wird im etwa drei Kilometer nordöstlich gelegenen Jagsal eine durch Quellgräben betriebene Wassermühle erwähnt, welche dem auf dem Osterodaer Rittergut ansässigen Adelsgeschlecht von Strauchwitz gehörte. Diese wurde allerdings später mit dem gesamten Dorf Jagsal an das Amt Schlieben verkauft.
Osteroda, welches seit dem 17. Jahrhundert eine eigene Fachwerkkirche besaß, war in die Parochie Malitschkendorf eingegliedert, zu welcher außerdem noch neben Malitschkendorf selbst die Ortschaften Jagsal und Redlin gehörten.
Nach den Bestimmungen des Wiener Kongresses 1815 gelangte das zu dieser Zeit etwa 120 Einwohner zählende Osteroda vom Königreich Sachsen zum Regierungsbezirk Merseburg der preußischen Provinz Sachsen und es entstand 1816 der Landkreis Schweinitz. Einige Zeit später zählte der Ort im Jahre 1825 41 Häuser und 252 Einwohner. 1875 waren es dann 190 Einwohner. Die Einwohnerzahl sollte sich dann in der Folgezeit bis zum Zweiten Weltkrieg auch kaum verändern.
Im Februar 1947 verfügte der Alliierte Kontrollrat die formelle Auflösung Preußens. Osteroda gehörte nun zum neu gegründeten Land Sachsen-Anhalt. Der Landkreis Schweinitz wurde 1950 in Landkreis Herzberg umbenannt, aus welchem 1952 schließlich der Kreis Herzberg hervorging. Im selben Jahr wurde das Land Sachsen-Anhalt allerdings im Rahmen der Verwaltungsreform in der 1949 entstandenen DDR wieder aufgelöst und Osteroda befand sich nach der Gründung der Bezirke bis zur Wiedervereinigung 1990 im Bezirk Cottbus.
In den 1960er Jahren wurde die aus dem 17. Jahrhundert stammende Osterodaer Fachwerkkirche abgerissen. Bald darauf wurde dann am 22. März 1970 die etwa einen Kilometer südwestlich gelegene Gemeinde Redlin nach Osteroda eingemeindet. Laut dem Historischen Gemeindeverzeichnis 2005 für Brandenburg besaß das kleine Dorf um 1964 noch 62 Einwohner.
Nachdem Osteroda ab September 1992 bereits zum Amt Herzberg (Elster) gehört hatte, wurde die Gemeinde zum 31. Dezember 2001 schließlich, bis auf Polzen, gemeinsam mit den anderen amtszugehörigen Gemeinden in die Stadt Herzberg (Elster) eingegliedert.
Im Herbst 2010 gründete sich im benachbarten Malitschkendorf eine Bürgerinitiative, um gegen den Bau einer Hähnchenmastanlage an der Straße zwischen Osteroda und Malitschkendorf zu protestieren, deren damals anvisierte Größe für bis zu 200.000 Tiere gedacht war. Auch wenn das Thema noch einige Zeit die Gemüter in der Region erhitzte und heftige Diskussionen entfachte, die damals aus vier 100 × 25 Metern bestehende Hähnchenmastanlage in Osteroda, in welche der Betreiber 5,4 Millionen Euro investierte, wurde letztlich gebaut und 2012 in Betrieb genommen.
| Einwohnerentwicklung von 1875 bis 2010 | Einwohnerentwicklung von 1875 bis 2010 | Einwohnerentwicklung von 1875 bis 2010 | Einwohnerentwicklung von 1875 bis 2010 | Einwohnerentwicklung von 1875 bis 2010 | Einwohnerentwicklung von 1875 bis 2010 | Einwohnerentwicklung von 1875 bis 2010 | Einwohnerentwicklung von 1875 bis 2010 | Einwohnerentwicklung von 1875 bis 2010 | Einwohnerentwicklung von 1875 bis 2010 | Einwohnerentwicklung von 1875 bis 2010 | Einwohnerentwicklung von 1875 bis 2010 | Einwohnerentwicklung von 1875 bis 2010 | Einwohnerentwicklung von 1875 bis 2010 |
| Jahr                                   | Einwohner                              |                                        | Jahr                                   | Einwohner                              |                                        | Jahr                                   | Einwohner                              |                                        | Jahr                                   | Einwohner                              |                                        | Jahr                                   | Einwohner                              |
| -------------------------------------- | -------------------------------------- | -------------------------------------- | -------------------------------------- | -------------------------------------- | -------------------------------------- | -------------------------------------- | -------------------------------------- | -------------------------------------- | -------------------------------------- | -------------------------------------- | -------------------------------------- | -------------------------------------- | -------------------------------------- |
| 1875                                   | 190                                    |                                        | 1946                                   | 301                                    |                                        | 1989                                   | 246                                    |                                        | 1995                                   | 242                                    |                                        |                                        |                                        |
| 1890                                   | 180                                    |                                        | 1950                                   | 287                                    |                                        | 1990                                   | 240                                    |                                        | 1996                                   | 245                                    |                                        |                                        |                                        |
| 1910                                   | 190                                    |                                        | 1964                                   | 219                                    |                                        | 1991                                   | 240                                    |                                        | 1997                                   | 256                                    |                                        |                                        |                                        |
| 1925                                   | 193                                    |                                        | 1971                                   | 280                                    |                                        | 1992                                   | 233                                    |                                        | 1998                                   | 272                                    |                                        |                                        |                                        |
| 1933                                   | 200                                    |                                        | 1981                                   | 257                                    |                                        | 1993                                   | 230                                    |                                        | 1999                                   | 274                                    |                                        |                                        |                                        |
| 1939                                   | 181                                    |                                        | 1985                                   | 256                                    |                                        | 1994                                   | 239                                    |                                        | 2000                                   | 270                                    |                                        |                                        |                                        |

## Kultur und Sehenswürdigkeiten
Alljährlich im August findet in Osteroda das Dorffest statt. Im Winter wird außerdem gezampert, wobei es auch ein Kinderzampern gibt.
Aktive Vereine im Ort sind die Freiwillige Feuerwehr, welche heute als Löschgruppe Osteroda mit ihrem im Ort befindlichen Feuerwehrhaus Teil der Freiwilligen Feuerwehr der Stadt Herzberg (Elster) ist und einen Tragkraftspritzenanhänger (TSA) in ihrem Bestand hat. Sehr aktiv ist auch der örtliche Jugendclub.
Für öffentliche Veranstaltungen wird der Osterodaer Sportplatz, sowie das ehemalige Gemeindehaus genutzt, wo auch der Jugendclub seine Räumlichkeiten hat. Des Weiteren existiert mit der Gaststätte Laurig auch eine gastronomische Einrichtung im Ort.

## Wirtschaft
Osteroda ist seit jeher von der Landwirtschaft geprägt und auch in der Gegenwart befinden sich einige landwirtschaftliche Betriebe im Ort, wie der Bauernhof Frank Böhme mit seiner Gänsemastanlage und die Geflügelhof Osteroda GmbH, welche in Osteroda eine Hähnchenmastanlage betreibt. In ihrer unmittelbaren Nachbarschaft ist eine 2011 eingeweihte und 2,3 Millionen Euro kostende Biogasanlage zu finden.